# رومان كوبولا
رومان كوبولا (بالإنجليزية: Roman Coppola)‏ هو كاتب سيناريو ومنتج أفلام ومخرج وممثل أمريكي، ولد في 22 أبريل 1965 بنويي-سور-سين في فرنسا. بدأ مشواره المهني سنة 1983.

## أعمال

### أفلام
- (1972) العراب[7][8][9]
- (1974)  الجزء الثاني[10][11][12]
- (1979) القيامة الآن[13]
- (1999)  تهديد الشبح[14][15][16]
- (2009) السيد فوكس الرائع
- (2010) مكان ما[17]
- (2012) مملكة بزوغ القمر[18]
- (2013) حلقة بلينج[19]
- (2017) ذي بيغيلد[20]

### مسلسلات
- موزارت في الأدغال

## ترشيحات
- جائزة الأوسكار لأفضل كتابة، عن عمل: مملكة بزوغ القمر

## وصلات خارجية
- رومان كوبولا على موقع IMDb (الإنجليزية)
- رومان كوبولا على موقع الموسوعة البريطانية (الإنجليزية)
- رومان كوبولا على موقع ألو سيني (الفرنسية)
- رومان كوبولا على موقع ميوزك برينز (الإنجليزية)
- رومان كوبولا على موقع أول موفي (الإنجليزية)
- رومان كوبولا على موقع بوكس أوفيس موجو (الإنجليزية)
- رومان كوبولا على موقع قاعدة بيانات الأفلام السويدية (السويدية)
- رومان كوبولا على موقع ديسكوغز (الإنجليزية)
- رومان كوبولا على موقع قاعدة بيانات الفيلم (الإنجليزية)
- رومان كوبولا على موقع كينوبويسك (الروسية)